# Algos
En la mitología griega Algos (en griego antiguo Αλγος) era la personificación de la pena y el dolor, tanto físico como emocional. Solía mencionarse también en plural (las algea, Αλγεα), como espíritus femeninos que traían a los hombres los lamentos y las lágrimas. Su forma latina es Dolor, y es descrita de manera individual. Hesíodo, en su Teogonía, las hacía hijas de Eris (Discordia) sin unión.. Higino la imagina como hija de Éter y la Tierra. El Dolor residía en las orillas del Cocito. El infame collar de Harmonía fue forjado por Hefesto con la ayuda del Dolor y algunos de sus hermanos. Algos se asocia de forma natural con Ezis (Miseria) y Pentos (Luto); posee la naturaleza opuesta de las Cárites (Gracia) o Hedoné (Voluptuosidad). En dos episodios trágicos tebanos se nos dice que el fantasma de Layo demandaba la expulsión de Edipo, no si antes recordar a varios démones que plagan la tierra, entre ellos Algos. Una generación más tarde, y tras quedarse ciego, Edipo recordó a la plaga de estos males, incluyendo, como era de esperar, el Dolor.

## Otras denominaciones
Todavía existen en otras fuentes mitográficas al menos tres denominaciones más para referirse a esta personificación. Alcmán nos habla de Achos (Αχος, «sufrimiento»), un demon destructivo. Anacreonte opina que cuando Mete reina, Lype (Λύπη, «dolor») se toma un descanso y Ania (Ανια, «tristeza») se echa a dormir.